# Lapaha

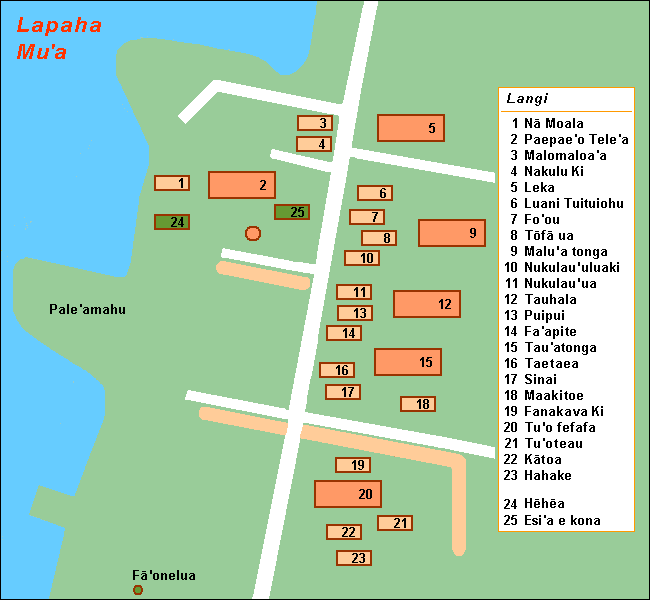
Karta över begravningsområdet

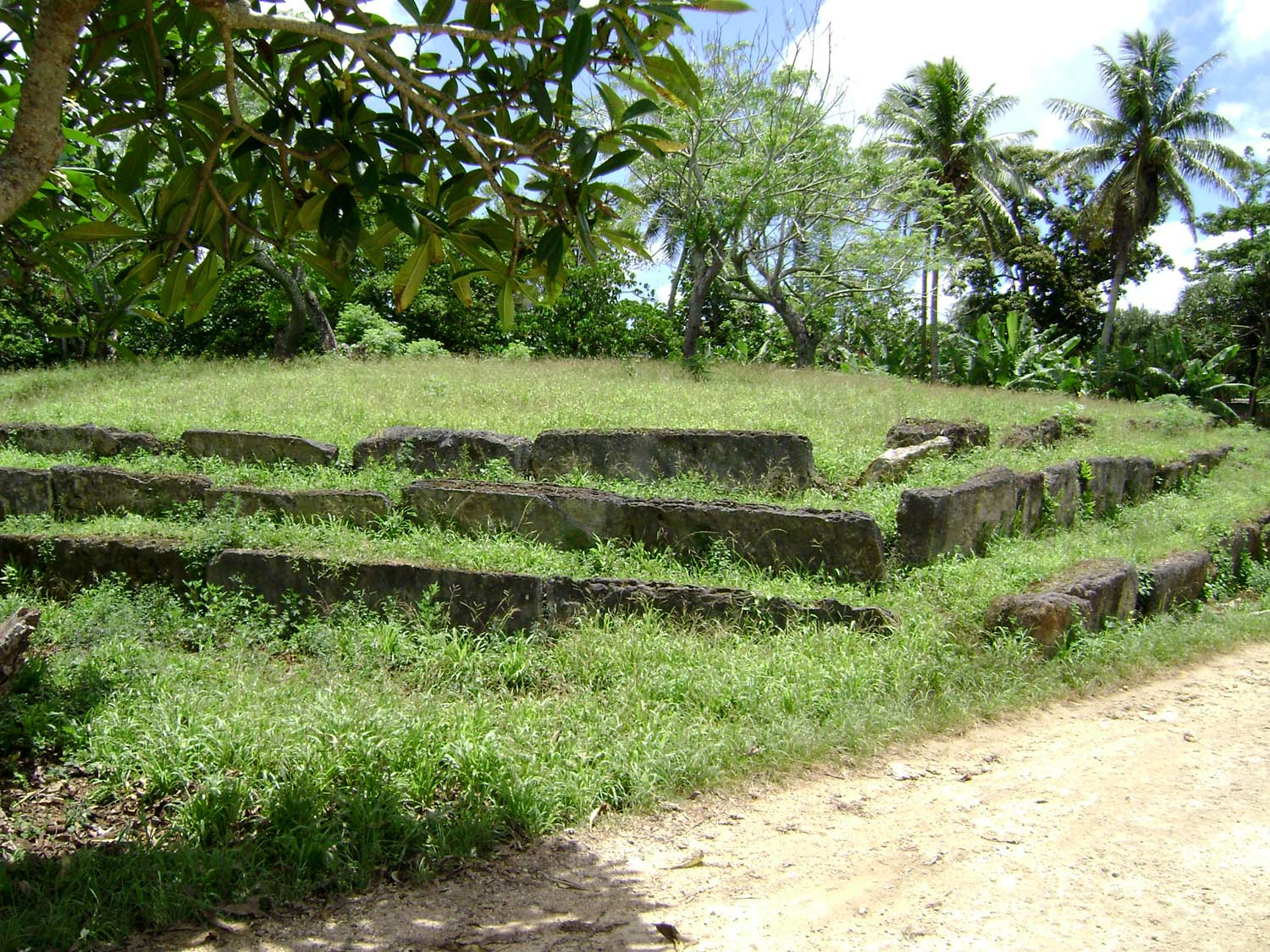
Langi Malu'a tonga.

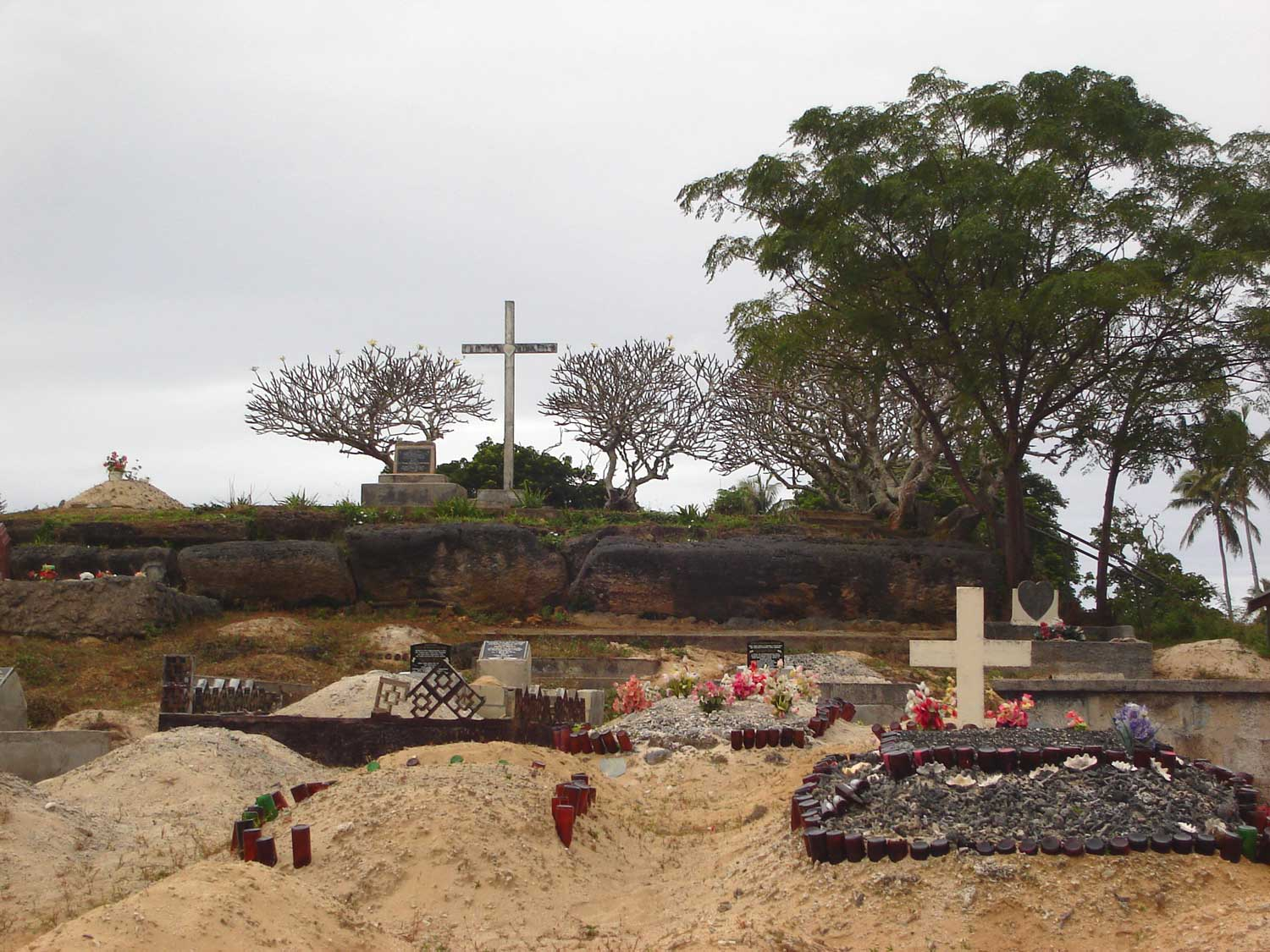
Langi Tu'ofefafa.

Lapaha (tonganska: ko Lahapa) är en stad på Tongatapuön i Tonga i södra Stilla havet. Idag är staden mest känd för det historiska begravningsområdet Lapaha Langi där Tonganska imperiets kungagravar finns.

## Geografi
Lapaha utgör tillsammans med Tatakamotonga staden Mu'a som ligger vid Fanga'utaviken cirka 12 km sydöst om Nuku'alofa. Mu'a var huvudstaden i det Tonganska imperiet från cirka 1220 till 1851.
Mu'as befolkningen uppgår till cirka 15 000 invånare  fördelad på ca 2 000 i Lapaha och ca 1 900 i Tatakamotonga. Förvaltningsmässigt ingår området i distriktet Hahake (Östra distriktet) i Tongatapu-divisionen.

## Begravningsplatsen
Fornminnesområdet har 28 gravplatser. Av dessa är 23 av typen langi och 5 av typen fale, experter är dock oeniga kring identifieringen. En langi är en pyramidformad grav i sten som historiskt endast användes för att begrava kungligheter i Tu'i Tonga-dynastin. En Fale är också en pyramidformad grav, men i dessa är kungligheter tillhörande Tu'i Ha'a Takala'ua-dynastin begravda. Den största av gravarna är Paepae 'o Tele'a.
Langi
| 1 'Esi 'a e kona | 2 Fa'apite         | 3 Fanakava ki | 4 Fo'ou             | 5 Hahake        | 6 Hēhēa            |
| 7 Kātoa          | 8 Leka             | 9 'o Luani    | 10 Malomaloa'a      | 11 Malu'a tonga | 12 Nakuli ki langi |
| 13 Nuulau 'ua    | 14 Nukulau 'uluaki | 15 Nāmo'ala   | 16 Paepae 'o Tele'a | 17 Sinai        | 18 Taetaea         |
| 19 Tauhala       | 20 Tau'a tonga     | 21 Tōfā ua    | 22 Tu'o fefafa      | 23 Tu'o teau    |                    |

Fale
| 1 Fale Fakauō | 2 Fale Lo'āmanu | 3 Fale Pulemālō | 4 Fale Tauhakeleva | 5 Fale Tu'i papai |

Här står också ett mangroveträd Fa'onelua som har historisk betydelse då endast Tu'i Tonga fick bära dess blommor som smycke.
Tu'i Tonga-dynastins siste ättling Laufilitonga begravdes i december 1865 i langi Tu'ofefafa. Laufilitonga hade konverterat till kristendomen och därför finns ett kristet kors på denna langi.
Langi används som begravningsplats än idag, 1999 begravdes Kalaniuvalu-hövdingen Ngalu mo Tutulu i langi Paepae 'o Tele'a och 2006 begravdes Tu'i Pelehake hövdingen tillsammans med sin hustru i langi Nā Moala.

## Historia
Tongaöarna beboddes av polynesier sedan 2000-talet f.Kr. under Lapitakulturen.
Tongatapuön har alltid varit basen för det tonganska imperiet och en rad fornlämningar vittnar om denna tid. Förutom langiområdet finns även det kända monumentet Ha'amonga 'A Maui nära Niutoua strax nordöst om Mu'a.
2007 upptogs Lapaha langi tillsammans med Ha'amonga 'A Maui på Unescos lista över tentativa världsarv under namnet Forntida huvudstäderna i kungariket Tonga.